# Comuna Pokrovka, Krînîcikî
Pokrovka (în ucraineană Покровка) este o comună în raionul Krînîcikî, regiunea Dnipropetrovsk, Ucraina, formată din satele Cervonîi Orlîk, Hruzînivka, Kirovka, Novomîloradivka, Pokrovka (reședința), Vesela Dolîna și Zelenîi Iar.

## Demografie
Componența lingvistică a satului Pokrovka
     Ucraineană (92,73%)
     Rusă (4,01%)
     Belarusă (1,97%)
     Alte limbi (0,07%)
Conform recensământului din 2001, majoritatea populației satului Pokrovka era vorbitoare de ucraineană (92,73%), existând în minoritate și vorbitori de rusă (4,01%) și belarusă (1,97%).